# Apeadeiro de Francos
O Apeadeiro de Francos foi uma interface das Linhas da Póvoa e Guimarães, que servia a zona de Francos, na freguesia de Ramalde, em Portugal. Foi substituído pela Estação Francos do Metro do Porto.

## História

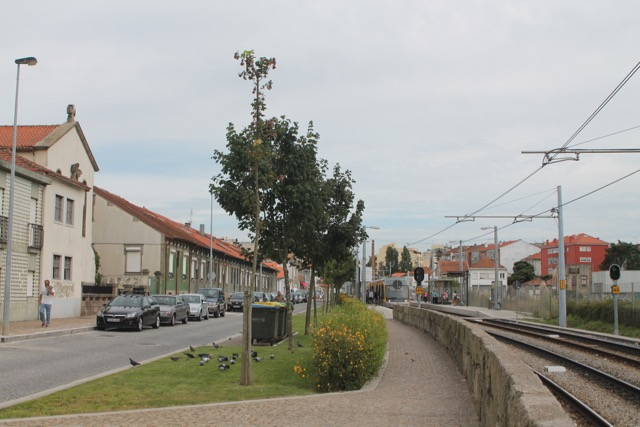
Estação Francos do Metro do Porto.

Esta interface fazia parte do troço da Linha da Póvoa entre as estações de Porto-Boavista e Póvoa de Varzim, que entrou ao serviço em 1 de Outubro de 1875, pela Companhia do Caminho de Ferro do Porto à Póvoa.
Em 28 de Abril de 2001, foi encerrado o lanço da Linha da Póvoa entre a Trindade e a Senhora da Hora, para se iniciarem as obras de instalação do Metro do Porto no antigo canal da linha.